# Ribiški muzej tržaškega primorja
Ribiški muzej tržaškega primorja je nepolitično in neprofitno kulturno društvo, ki skrbi bodisi za zbiranje materialnih virov, zaščito in ovrednotenje morskih poklicev (ribičev, pomorščakov, potapljačev itd.), kot tudi za objavo besedil, tekstov in raziskav, ki se nanašajo na to področje, z namenom, da bi čim več ljudi spoznalo to izredno bogato obmorsko kulturno dediščino, ki je lastna Slovencem od Trsta do izliva reke Timave in da ne bi izginilo v pozabo, da so Slovenci tudi pomorski narod. Ribiški muzej ima sedež v Križu pri Trstu.

## Nastanek in delovanje muzeja
Leta 2000 je peščica navdušencev in zanesenjakov ustanovilo Kulturno društvo Ribiški muzej tržaškega primorja, da bi zgradili etnografski muzej tržaškega primorja, ki bi bil namenjen v glavnem ribištvu in pomorskim dejavnostim. Osnovni cilj nastajajočega muzeja je bil, da bo skrbel za reševanje, ohranjanje in ovrednotenje edine slovenske obmorske kulturne dediščine, da ne bi utonila v pozabo.
S prostovoljnim delom in prostovoljnimi prispevki so zgradili stavbo v tipičnem obalno-kraškem slogu, ki jo je (brezplačno) projektiral arhitekt Dario Jagodic in se lepo ujema z obstoječimi hišami v ribiškem delu vasi. Največ zaslug imajo ladjedelski inženir Franko Košuta, pomorščak Bruno Volpi Lisjak, Valentin Košuta in še kdo. Muzej so uradno otvorili 25. septembra 2016.
Zbirko v muzeju so pomagali urediti restavratorji Slovenskega etnografskega muzeja iz Ljubljane.
Leta 2015 je muzej prejel odlikovanje - medaljo za zasluge, ki mu ga je vročil takratni predsednik Republike Slovenije Borut Pahorja, za zasluge pri razkrivanju pomena ribištva in pomorstva za slovensko zgodovino v Tržaškem zalivu.
Leta 2017 je muzej prejel priznanje Naša Slovenija, ki ga podeljuje civilno gibanje za ohranjanje in uveljavljanje slovenske kulturne in naravne dediščine ter krajine Kultura - Natura Slovenija.
Leta 2018 je muzej prejel Valvasorjevo častno priznanje.
Ribiški muzej tržaškega primorja je že postal zanimiva točka za turiste .